# Laskowa (gemeente)
De gemeente Laskowa is een landgemeente in het Poolse woiwodschap Klein-Polen, in powiat Limanowski.
De zetel van de gemeente is in Laskowa.
Op 30 juni 2005, telde de gemeente 7348 inwoners.

## Oppervlakte gegevens
In 2002 bedroeg de totale oppervlakte van gemeente Laskowa 72,82 km², waarvan:
- agrarisch gebied: 56%
- bossen: 40%

De gemeente beslaat 7,65% van de totale oppervlakte van de powiat.

## Demografie
Stand op 30 juni 2005:
| Omschrijving                   | Totaal | Totaal | Vrouwen | Vrouwen | Mannen | Mannen |
| ------------------------------ | ------ | ------ | ------- | ------- | ------ | ------ |
| eenheid                        | aantal | %      | aantal  | %       | aantal | %      |
| inwoners                       | 7348   | 100    | 3653    | 49,7    | 3695   | 50,3   |
| bevolkingsdichtheid (inw./km²) | 100,9  | 100,9  | 50,2    | 50,2    | 50,7   | 50,7   |

In 2002 bedroeg het gemiddelde inkomen per inwoner 1317,45 zł.

## Plaatsen
- Laskowa
- Jaworzna
- Kamionka Mała
- Żmiąca
- Strzeszyce
- Ujanowice
- Krosna
- Kobyłczyna
- Sechna

## Aangrenzende gemeenten
Iwkowa, Limanowa, Lipnica Murowana, Łososina Dolna, Żegocina